# Robert Farrior
Robert Farrior (née le 12 septembre 1969  à  Tampa dans l'état de Floride aux États-Unis) est un acteur américain. 

## Filmographie  sélective

### Cinéma
- 2000 : Pedestrian de Jason Kartalian
- 2002 : Texas 46 de Giorgio Serafini : Lt. Donovan
- 2005 :  Callback de Christopher Glatis :  Jake's Agent
- 2008 : Stop-Loss de Kimberly Peirce : Captain Greg MacDonald
- 2008 :  Tenure de Mike Million : Dave Bundy
- 2009 : Le Psy d'Hollywood de Jonas Pate : Bryce
- 2009 :  Out of the Fog de Maya Batash : George Sage
- 2015 : #Lucky Number de Brendan Gabriel Murphy : Gus Jacobson
- 2016 : Girl Flu de Dorie Barton : Chris
- 2017 : Barry Seal: American Traffic (American Made) de Doug Liman : Lieutenant-colonel Oliver North

### Télévision

#### Séries télévisées
- 1995 : Space 2063 : Le Cheval de Troie : Partie 2 (saison 1 épisode 10) : Brandon
- 1996 : Surfers détectives : Starting Over (saison 3 épisode 1) : Trevor Prince
- 1998 : USA High : Jackson's Choice (saison 1 épisode 73) : Lance
- 2002 : Providence : Le Rôle d’une vie (saison 4 épisode 15) : Jerald
- 2002 : JAG : L'honneur d'un homme (saison 7 épisode 22) : Lt. Greeley
- 2003 : Charmed  : Pacte avec le diable (saison 6 épisode 7) : Ryan
- 2003 : Des jours et des vies  : Episode #1.9524 : Dr Weiss
- 2004 : Les Experts : Miami : Experts contre experts (saison 2 épisode 20) : Dan Cofield
- 2005 : Las Vegas :  Conseils amoureux (saison 2 épisode 20) : Grant Potter
- 2005 : Des jours et des vies  : Episodes #1.9967, #1.9968, #1.9975, #1.9976, #1.9988, #1.9991,  #1.9992, #1.9994, #1.10001, #1.10062, #1.10063, #1.10064,  #1.10068, #1.10072  : Dr Weiss
- 2006 : New York, police judiciaire : (saison 17, épisode 3) : Justin Calahan
- 2007 : Cold Case : Affaires classées : Voleur d'enfance (saison 4 épisode 19) : Adam Murdoch - 2007
- 2008 : Z Rock  : saison 1 épisode 8 : Mark Antone
- 2009 : New York, section criminelle (saison 8, épisode 5) : Dr Ryan Conlon
- 2010 : FBI : Duo très spécial : Arnaques et Politique (saison 2 épisode 2) : Robert Barrow
- 2013 :  Unforgettable  :  Une ennemie à sa hauteur (saison 2 épisode 3) : Paul Dirkson
- 2014 : Blue Bloods :  La Reine des abeilles (saison 4 épisode 14) : Skip Ballister
- 2023 : New York, unité spéciale (Law and Order : Special Victims Unit) (saison 24, épisode 18) : Peter Parrish
- 2024 : New York, police judiciaire (saison 23, épisode 11) : Callum Berkshire